# Haynes International

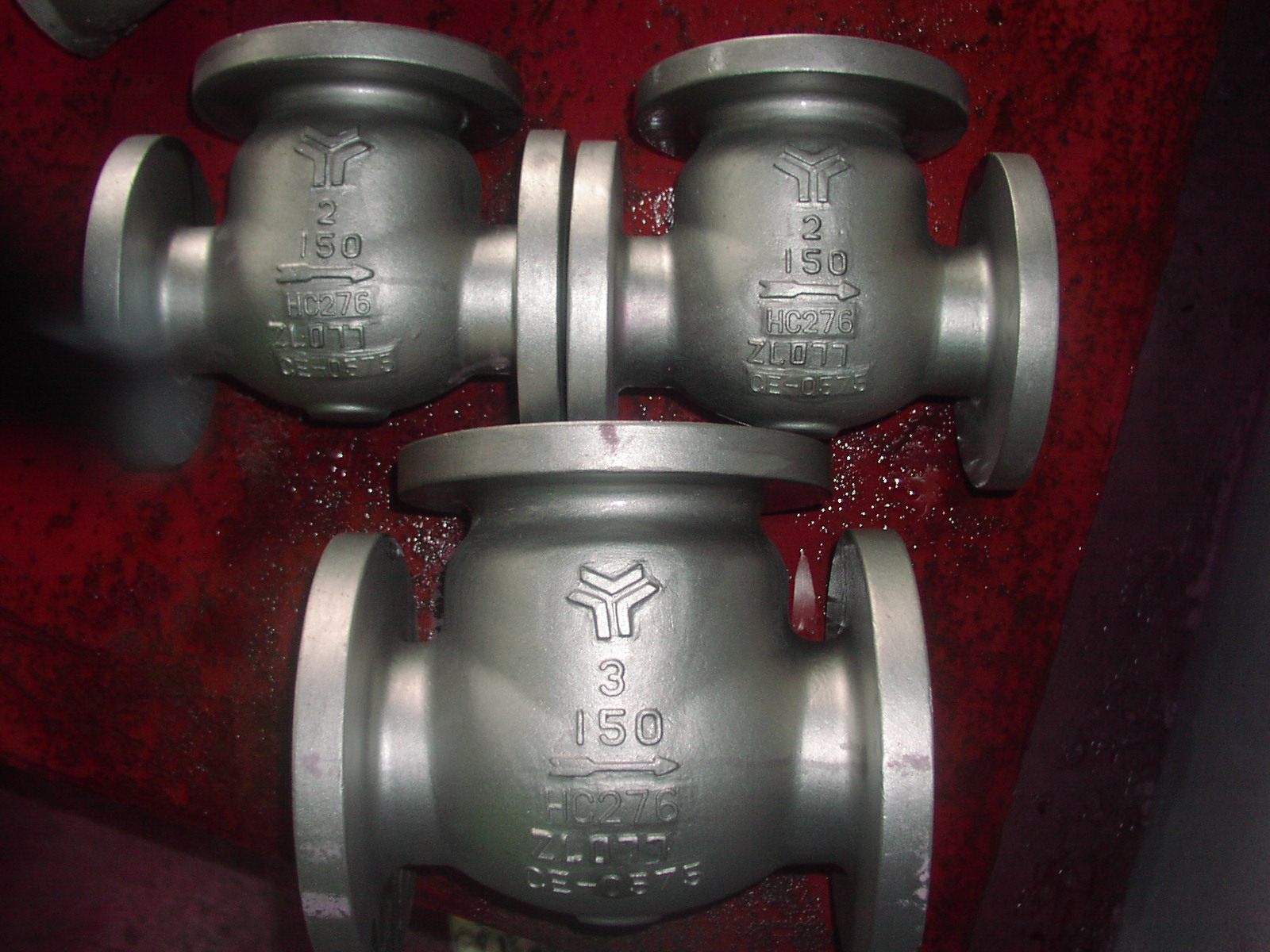
Tres válvulas de control resistentes a la corrosión Hastelloy

Haynes International, Inc., con oficinas centrales en Kokomo, Indiana, es uno de los productores más grandes de aleaciones resistentes a la corrosión y altas temperaturas. Además de Kokomo, Haynes tiene instalaciones de fabricación en Arcadia, Luisiana, y Mountain Home, Carolina del Norte. La factoría de Kokomo se especializa en productos planos, en Arcadia en productos tubulares, y en Mountain Home en productos de cable. En el año fiscal 2018, los ingresos de la compañía estuvieron derivados en el aeroespacio (52.1 %), procesamiento químico (18.2 %), turbinas de gas industrial (12.0 %) y otras industrias (12.3 %). Las aleaciones de la compañía son principalmente vendidas bajo las marcas Hastelloy y Haynes. Están fabricadas en base a níquel, pero también incluyen cobalto, cromo, molibdeno, tungsteno, hierro, silicio, manganeso, carbono, aluminio, y/o titanio.

## Historia
La compañía fue fundada por Elwood Haynes en 1912 en Kokomo, Indiana, como Haynes Stellite Works. Haynes recientemente obtuvo una patente para un metal creado, el cual fue nombrado 'Stellite'.
En 1920, la compañía fue adquirida por Union Carbide.
En 1922, la compañía inventó su primera aleación bajo la marca Hastelloy, derivado de las palabras "Haynes Stellite Alloy".
En 1927, la aeronave Spirit of St. Louis pilotada por Charles Lindberg, la cual incorporaba válvulas de motor de superficie dura fabricadas por Haynes, cruzó el Océano Atlántico.
En 1970, Cabot Corporation adquirió la compañía.
En 1989, la firma bancaria de inversiones Morgan, Lewis, Githens, y Ahn adquirió la compañía.
En 1997, Blackstone Group adquirió la compañía. La deuda incurrida finalmente forzó a Haynes hacia la bancarrota en marzo de 2004, de la cual salió 5 meses más tarde en agosto de 2004.
En 1999, la compañía abrió una oficina en Singapur, su primera oficina de ventas en Asia.
En 2004, la compañía adquirió Branford Wire & Manufacturing en Mountain Home, Carolina del Norte.
En marzo de 2007, Haynes se convirtió en una compañía pública vía oferta pública inicial.
El programa de transbordador espacial, el cual acabó en 2011, utilizó un total de 47 partes hechas de Haynes aleación 188 y 7 partes de aleación Haynes Hastelloy B en sus motores. La aleación Hastelloy C-22 fue utilizada para la línea de combustible que asistió en conseguir el despegue.
En 2015, la compañía fue adquirida por Leveltek Processing.
En 2016, la compañía expandió sus operaciones en LaPorte, Indiana. La expansión creó 52 trabajos.
En 2018, el directivo Michael Shor se convirtió en presidente y jefe ejecutivo de la compañía.
En 2024, fue adquirida por la multinacional española Acerinox a través de North American Stainless (NAS), filial de Acerinox en Estados Unidos.